# Prisoner of War
Prisoner of War is een Amerikaanse oorlogsfilm uit 1954 onder regie van Andrew Marton met in de hoofdrollen Ronald Reagan, Steve Forrest, Dewey Martin en Oskar Homolka.

## Verhaal
Een Amerikaanse legerofficier laat zich gevangennemen om onderzoek te doen naar beschuldigingen van martelingen tegen Amerikaanse krijgsgevangenen in Noord-Koreaanse kampen tijdens de Koreaanse Oorlog.

## Rolverdeling
| Acteur          | Personage                  |
| --------------- | -------------------------- |
| Ronald Reagan   | Webb Sloane                |
| Steve Forrest   | Cpl. Joseph Robert Stanton |
| Dewey Martin    | Jesse Treadman             |
| Oskar Homolka   | Col. Nikita I. Biroshilov  |
| Robert Horton   | Francis Aloysius Belney    |
| Paul Stewart    | Capt. Jack Hodges          |
| Harry Morgan    | Maj. O.D. Hale             |
| Stephen Bekassy | Lt. Georgi M. Robovnik     |
| Leonard Strong  | Col. Kim Doo Yi            |
| Darryl Hickman  | Merton Tollivar            |
| Weaver Levy     | Red Guard                  |
| Rollin Moriyama | Capt. Lang Hyun Choi       |
| Ike Jones       | Benjamin Julesberg         |
| Clarence Lung   | MVD officer                |
| Jerry Paris     | Axel Horstrom              |
| John Lupton     | Lt. Peter Reilly           |
| Ralph Ahn       | Red Guard                  |
| Peter Hansen    | Capt. Fred Osborne         |
| Strother Martin | Man on Crutches            |
| Gordon Mitchell | Bit Role                   |
| Dick Sargent    | Lt. Leonard Lee            |